# Livscyklusvurdering
Livscyklusvurderinger kaldes ofte bare LCA (efter engelsk life-cycle assessment). Det er nogle metoder inden for økologi, der kan bruges til at vurdere produkters eller produktsystemers miljøbelastning gennem hele deres livscyklus fra "vugge til grav" dvs. fra udvinding af råmaterialer og fremskaffelse af naturressourcer, over fremstilling af produktet, brugen af det inklusive vedligeholdelse og reparation, til bortskaffelse af det kasserede produkt.
LCA Center Danmark (http://www.lca-center.dk/) er startet af Miljøstyrelsen og har til formål at hjælpe dansk erhvervsliv i gang med livscyklusvurderinger og beslægtede discipliner, som produktorientering af miljøarbejdet, miljøvaredeklarationer (http://www.mvd.dk/), livscykluskoncepter og økodesign.